# Dav Pilkey
 (février 2025).
La mise en forme du texte ne suit pas les recommandations de Wikipédia : il faut le « wikifier ».
Les points d'amélioration suivants sont les cas les plus fréquents. Le détail des points à revoir est peut-être précisé sur la page de discussion.
- Les titres sont pré-formatés par le logiciel. Ils ne sont ni en capitales, ni en gras.
- Le texte ne doit pas être écrit en capitales (les noms de famille non plus), ni en gras, ni en italique, ni en « petit »…
- Le gras n'est utilisé que pour surligner le titre de l'article dans l'introduction, une seule fois.
- L'italique est rarement utilisé : mots en langue étrangère, titres d'œuvres, noms de bateaux, etc.
- Les citations ne sont pas en italique mais en corps de texte normal. Elles sont entourées par des guillemets français : « et ».
- Les listes à puces sont à éviter, des paragraphes rédigés étant largement préférés. Les tableaux sont à réserver à la présentation de données structurées (résultats, etc.).
- Les appels de note de bas de page (petits chiffres en exposant, introduits par l'outil «  Source ») sont à placer entre la fin de phrase et le point final[comme ça].
- Les liens internes (vers d'autres articles de Wikipédia) sont à choisir avec parcimonie. Créez des liens vers des articles approfondissant le sujet. Les termes génériques sans rapport avec le sujet sont à éviter, ainsi que les répétitions de liens vers un même terme.
- Les liens externes sont à placer uniquement dans une section « Liens externes », à la fin de l'article. Ces liens sont à choisir avec parcimonie suivant les règles définies. Si un lien sert de source à l'article, son insertion dans le texte est à faire par les notes de bas de page.
- La présentation des références doit suivre les conventions bibliographiques. Il est recommandé d'utiliser les modèles {{Ouvrage}}, {{Chapitre}}, {{Article}}, {{Lien web}} et/ou {{Bibliographie}}. Le mode d'édition visuel peut mettre en forme automatiquement les références.
- Insérer une infobox (cadre d'informations à droite) n'est pas obligatoire pour parachever la mise en page.

Pour une aide détaillée, merci de consulter Aide:Wikification.
Si vous pensez que ces points ont été résolus, vous pouvez retirer ce bandeau et améliorer la mise en forme d'un autre article.
David "Dav" Pilkey est un auteur pour enfants et artiste américain, né le 4 mars 1966. Dav Pilkey est connu pour être l'auteur et l'illustrateur de la série de livres Capitaine Bobette. Il vit près de Seattle.

## Biographie
Dav Pilkey est née à Cleveland, Ohio. Ses parents sont Barbara et David Pilkey Sr.

## Séries

### Dragon
- 1991 : A Friend for Dragon
- 1991 : Dragon Gets By
- 1991 : Dragon's Merry Christmas
- 1992 : Dragon's Fat Cat
- 1992 : Dragon's Halloween

### Créatures
- 1993 : Dogzilla
- 1993 : Kat Kong

### Dumb Bunnies
Série publiée sous le pseudonyme de Sue Denim
- 1994 : The Dumb Bunnies
- 1995 : The Dumb Bunnies' Easter
- 1996 : Make Way for Dumb Bunnies
- 1997 : The Dumb Bunnies Go to the Zoo

### Les aventures de Capitaine Bobette et de Bébé Super-Couche (NB: Le Capitaine Slip en France)
Les aventures de Capitaine Bobette
- Tome 1 : Les aventures du capitaine Bobette  (ISBN 9780439005432)
- Tome 2 : Capitaine Bobette et l’attaque de toilettes parlantes  (ISBN 9780439985598)
- Tome 3 : Capitaine Bobette et l’invasion des méchantes bonnes femmes de la cafeteria venues de l’espace  (ISBN 9780439985604)
- Tome 4 : Capitaine Bobette et la machination machiavélique du Professeur K.K. Prout  (ISBN 9780439986151)
- Tome 5 : Capitaine Bobette et la colère de la cruelle Madame Culotte  (ISBN 9781443109680)
- Tome 6 : Capitaine Bobette et la bagarre brutale de biocrotte dené, 1re partie : La nuit noire des napines morveuses  (ISBN 9780439970082)
- Tome 7 : Capitaine Bobette et la bagarre brutale de biocrotte dené, 2e partie : La revanche des ridicules crottes et nez robotiques  (ISBN 9780439966283) (OCLC 867876801)
- Tome 8 : Capitaine Bobette et les misérables mauviettes du p’tit coin mauve  (ISBN 9780439948463)
- Tome 9 : Capitaine Bobette et le terrifiant retour de Fifi Ti-Père  (ISBN 9781443125352)
- Tome 10 : Capitaine Bobette et la revanche répugnante des Robos-boxeurs radioactifs  (ISBN 9781443126410) (OCLC 824645198) (May 2013)

- Album 1 : Capitaine Bobette et son album de jeux extra-croquant  (ISBN 9780439986977)
- Album 2 : Capitaine Bobette et son tout nouvel album de jeux extra-croquant  (ISBN 9780439975667)

Les aventures de Bébé Super-Couche
- Tome 1 : Les aventures de Bébé Super-Couche  (ISBN 9781443109673)
- Tome 2 : L’invasion des voleurs de toilettes  (ISBN 9781443114424)

### Ricky Ricotta
- 2000 : Ricky Ricotta's Mighty Robot
- 2000 : Ricky Ricotta's Mighty Robot vs. the Mutant Mosquitos from Mercury
- 2001 : Ricky Ricotta's Mighty Robot vs. the Voodoo Vultures from Venus
- 2002 : Ricky Ricotta's Mighty Robot vs. the Mecha Monkeys from Mars
- 2002 : Ricky Ricotta's Mighty Robot vs. the Jurassic Jackrabbits from Jupiter
- 2003 : Ricky Ricotta's Mighty Robot vs. the Stupid Stinkbugs from Saturn
- 2005 : Ricky Ricotta's Mighty Robot vs. the Uranium Unicorns from Uranus
- 2006 : Ricky Ricotta's Mighty Robot Astro-Activity Book o' Fun

### Big Dog & Little Dog
- 1997 : Big Dog and Little Dog
- 1997 : Big Dog and Little Dog Going for a Walk
- 1997 : Big Dog and Little Dog Getting in Trouble
- 1998 : Big Dog and Little Dog Wearing Sweaters
- 1999 : Big Dog and Little Dog Making a Mistake
- 1999 : The Complete Adventures of Big Dog and Little Dog

### Dog Man
- 2016 : Dog Man
- 2017 : 
  - Dog Man: Unleashed
  - Dog Man: A Tale of Two Kitties
  - Dog Man and Cat Kid
- 2018 : 
  - Dog Man: Lord of the Fleas
  - Dog Man: Brawl of the Wild
- 2019 : 
  - Dog Man: For Whom the Ball Rolls
  - Dog Man: Fetch-22